# Bojan Isailović
Bojan Isailović (en serbio cirílico: Бojaн Иcaилoвић; Belgrado, RFS de Yugoslavia, 25 de marzo de 1980) es un exjugador y actual entrenador de fútbol serbio. En su etapa como jugador profesional se desempeñaba como guardameta. Actualmente trabaja como entrenador de porteros del FK Radnik Surdulica de la Superliga de Serbia.

## Selección nacional
Fue internacional con la selección de fútbol de Serbia en 4 ocasiones.
Hizo su debut en la derrota de su selección por 0-1 ante Polonia en un partido amistoso.

### Participaciones en Copas del Mundo
| Mundial                        | Sede      | Resultado      | Partidos | Goles |
| ------------------------------ | --------- | -------------- | -------- | ----- |
| Copa Mundial de Fútbol de 2010 | Sudáfrica | Fase de grupos | 0        | 0     |

## Clubes

### Como jugador
| Club                      | País                | Año       |
| ------------------------- | ------------------- | --------- |
| Estrella Roja de Belgrado | RF de Yugoslavia    | 2000-2001 |
| FK Rad Belgrado           | Serbia y Montenegro | 2001-2006 |
| → FK Srem Jakovo (cedido) | RF de Yugoslavia    | 2002      |
| FK Sevojno                | Serbia              | 2006-2007 |
| FK Čukarički Stankom      | Serbia              | 2007-2008 |
| Gençlerbirliği SK         | Turquía             | 2009      |
| FK Čukarički Stankom      | Serbia              | 2009-2010 |
| Zagłębie Lubin            | Polonia             | 2010-2012 |
| FK Radnički Niš           | Serbia              | 2013      |

### Como entrenador de porteros
| Club                                       | País    | Año       |
| ------------------------------------------ | ------- | --------- |
| FK Indija                                  | Serbia  | 2015      |
| FK Radnik Surdulica                        | Serbia  | 2015-2016 |
| FK Javor Ivanjica                          | Serbia  | 2016-2017 |
| FK Rad Belgrado                            | Serbia  | 2017      |
| FK Voždovac Belgrado                       | Serbia  | 2017-2018 |
| FC Pyunik Ereván (coordinador de porteros) | Armenia | 2021-2022 |
| FK Radnik Surdulica                        | Serbia  | 2022-     |

## Palmarés

### Como jugador

#### Campeonatos nacionales
| Título                     | Club                      | País             | Año  |
| -------------------------- | ------------------------- | ---------------- | ---- |
| Primera Liga de Yugoslavia | Estrella Roja de Belgrado | RF de Yugoslavia | 2001 |

### Como coordinador de porteros

#### Campeonatos nacionales
| Título                  | Club             | País    | Año  |
| ----------------------- | ---------------- | ------- | ---- |
| Liga Premier de Armenia | FC Pyunik Ereván | Armenia | 2022 |
| Supercopa de Armenia    | FC Pyunik Ereván | Armenia | 2022 |